# Амітово
Амі́тово (рос. Амитово, башк. Әмит) — присілок у складі Іглінського району Башкортостану, Росія. Входить до складу Турбаслинської сільської ради.
Населення — 37 осіб (2010; 47 в 2002).
Національний склад:
- башкири — 100 %